# منشط إنزيمي

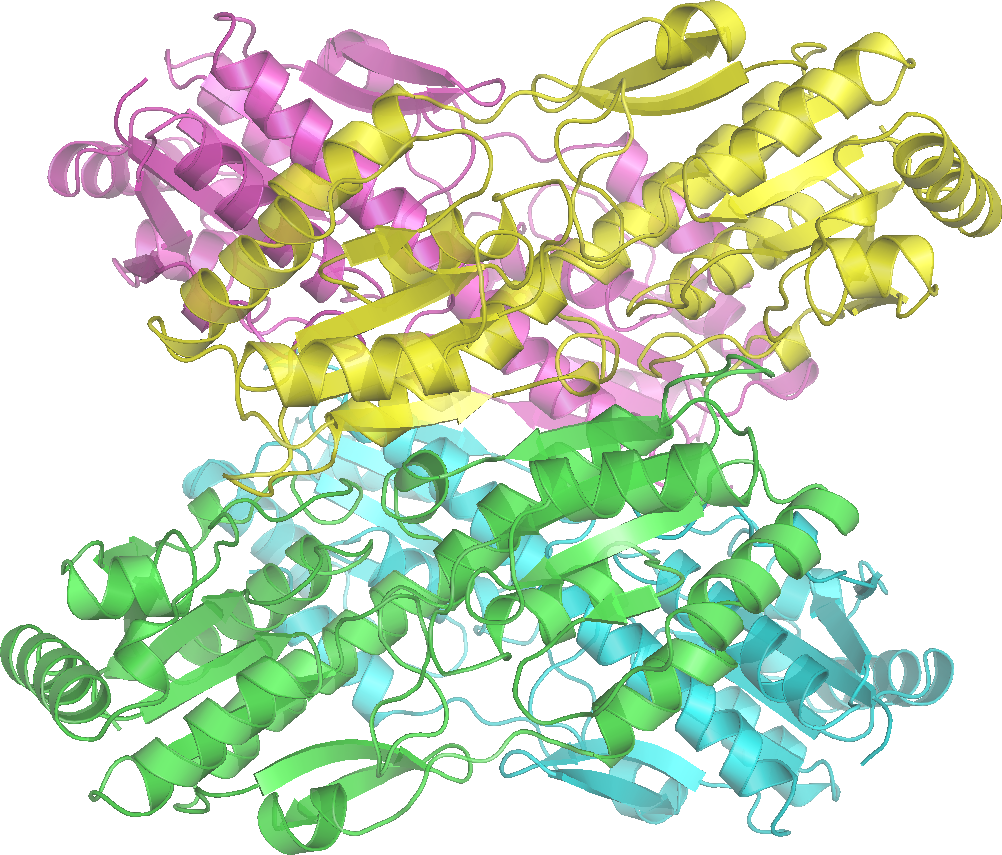
عصوية دهنية أليفة الحرارة
فوسفوفركتوكيناز..

منشط إنزيمي (بالإنجليزية: Enzyme activator)‏ ويقصد بالمنشطات الانزيمية هي التي تجعل الانزيم في حالة حافزية أكثر وفاعلية دون ان تسهم هي بذاتها في التفاعلات التي تحفزها الانزيمات، فأيونات بعض المعادن مثل الحديد (Fe+2، cu+2،Zn+2، Mn+2، K+1،Mg+2)، تكون ضرورية للغاية لنشاط انزيمات معينة في حين يكون لبعضها الآخر مثل (Pb+2)الرصاص والزئبق Hg+2 والفضة Ag+1 سمية بالغة في جميع الانزيمات تقريبًا.